# Valentina Ivakhnenko
Valentina ou Valentyna Yuryevna Ivakhnenko (em russo Валентина Юрьевна Ивахненко) é  uma tenista profissional russa que até ao ano de 2014 jogou representando a Ucrânia, sendo que a partir de 2014 passou a jogar pela Rússia.
Em setembro de 2014 Valentina Ivakhnenko passou a jogar ténis pela equipa da Rússia.
No dia 23 de abril de 2018 ela alcançou o seu melhor ranking simples no WTA Nº167 do mundo, mas o seu melhor ranking em duplas fora Nº104 do mundo no dia 28 de novembro de 2016.

## Finais do WTA
| Resultado    | Número | Torneio                | Superfície | Companheira      | Oponentes            | Jogos(Resultado) | Data                |
| ------------ | ------ | ---------------------- | ---------- | ---------------- | -------------------- | ---------------- | ------------------- |
| Vice-campeãs | 1.     | Katowice Open, Polónia | Duro       | Marina Melnikova | Eri Hozumi Miyu Kato | 6–3, 5–7, [8–10] | 10 de abril de 2016 |

## Finais do ITF (35–20)

### Simples/Singulares (6–6)
| Legenda           |
| ----------------- |
| $100,000 torneios |
| $75,000 torneios  |
| $50,000 torneios  |
| $25,000 torneios  |
| $15,000 torneios  |
| $10,000 torneios  |

| Finais pela superfície |
| ---------------------- |
| Duro (0–1)             |
| Terra Batida (6–5)     |
| Grama (0–0)            |
| Carpete (0–0)          |

| Resultado   | Número | Data                    | Torneio          | Superfície   | Oponente              | Resultado (jogos)  |
| ----------- | ------ | ----------------------- | ---------------- | ------------ | --------------------- | ------------------ |
| Campeã      | 1.     | 28 de março de 2010     | Antália, Turquia | Terra Batida | Mihaela Buzărnescu    | 6–3, 6–0           |
| Campeã      | 2.     | 4 de abril de 2010      | Antália, Turquia | Terra Batida | Daniëlle Harmsen      | 6–3, 7–6(7–5)      |
| Campeã      | 3.     | 2 de outubro de 2010    | Bucha, Ucrânia   | Terra Batida | Oxana Lyubtsova       | 6–2, 2–0 ret.      |
| Vice-campeã | 1.     | 3 de julho de 2011      | Denain, França   | Terra Batida | Teliana Pereira       | 4–6, 3–6           |
| Campeã      | 4.     | 6 de agosto de 2011     | Moscovo, Rússia  | Terra Batida | Valeria Solovyeva     | 6–1, 6–3           |
| Vice-campeã | 2.     | 18 de agosto de 2013    | Kazan, Rússia    | Duro         | Lyudmyla Kichenok     | 2–6, 6–2, 2–6      |
| Vice-campeã | 3.     | 12 de dezembro de 2015  | Cairo, Egito     | Terra Batida | Mihaela Buzărnescu    | 0–6, 3–6           |
| Vice-campeã | 4.     | 12 de fevereiro de 2017 | Antália, Turquia | Terra Batida | Dia Evtimova          | w/o                |
| Campeã      | 5.     | 23 de abril de 2017     | Pula, Itália     | Terra Batida | Georgina García Pérez | 7–5, 6–3           |
| Vice-campeã | 5.     | 15 de julho de 2017     | Moscovo, Rússia  | Terra Batida | Olga Ianchuk          | 6–4, 0–6, 6–7(5–7) |
| Vice-campeã | 6.     | 14 de outubro de 2017   | Pula, Itália     | Terra Batida | Polona Hercog         | 1–6, 0–6           |
| Campeã      | 6.     | 15 de abril de 2018     | Tunes, Tunísia   | Terra Batida | Chloé Paquet          | 6–2, 6–2           |

### Duplas (29–14)
| Legenda           |
| ----------------- |
| $100,000 torneios |
| $75,000 torneios  |
| $50,000 torneios  |
| $25,000 torneios  |
| $15,000 torneios  |
| $10,000 torneios  |

| Finais pela superfície |
| ---------------------- |
| Duro (8–9)             |
| Terra Batida (20–6)    |
| Grama (0–0)            |
| Carpete (0–0)          |

| Resultado    | Número | Data                    | Tourneio                | Superfície   | Companheira            | Oponentes                                 | Resultado (jogos)     |
| ------------ | ------ | ----------------------- | ----------------------- | ------------ | ---------------------- | ----------------------------------------- | --------------------- |
| Campeãs      | 1.     | 26 de maio 2008         | Kharkiv, Ucrânia        | Terra Batida | Anastasiya Kyrylova    | Yuliya Lyndina Oksana Pavlova             | 6–3, 6–2              |
| Vice-campeãs | 1.     | 3 de julho de 2010      | Pozoblanco, Espanha     | Duro         | Kateryna Kozlova       | Akiko Yonemura Tomoko Yonemura            | 4–6, 6–3, [4–10]      |
| Vice-campeãs | 2.     | 23 de julho de 2010     | Kharkiv, Ucrânia        | Terra Batida | Alyona Sotnikova       | Kateryna Kozlova Elina Svitolina          | 3–6, 5–7              |
| Vice-campeãs | 3.     | 21 de agosto de 2010    | São Petersburgo, Rússia | Terra Batida | Mariya Malkhasyan      | Eugeniya Pashkova Maria Zharkova          | 4–6, 7–5, [9–11]      |
| Vice-campeãs | 4.     | 1 de outubro 2010       | Bucha, Ucrânia          | Terra Batida | Anastasiya Lytovchenko | Yuliya Kalabina Tatiana Kotelnikova       | 4–6, 5–7              |
| Campeãs      | 2.     | 17 de junho de 2011     | Kharkiv, Ucrânia        | Terra Batida | Kateryna Kozlova       | Melanie Klaffner Lina Stančiūtė           | 6–4, 6–3              |
| Campeãs      | 3.     | 17 de julho de 2011     | Contrexéville, França   | Terra Batida | Kateryna Kozlova       | Erika Sema Roxane Vaisemberg              | 2–6, 7–5, [12–10]     |
| Campeãs      | 4.     | 6 de agosto de 2011     | Moscovo, Rússia         | Terra Batida | Kateryna Kozlova       | Vaszilisza Bulgakova Anna Rapoport        | 6–3, 6–0              |
| Campeãs      | 5.     | 17 de setembro de 2011  | Mestre, Itália          | Terra Batida | Marina Melnikova       | Tímea Babos Magda Linette                 | 6–4, 7–5              |
| Vice-campeãs | 5.     | 30 de janeiro 2012      | Grenoble, França        | Duro         | Maryna Zanevska        | Karolína Plíšková Kristýna Plíšková       | 1–6, 3–6              |
| Vice-campeãs | 6.     | 19 de março de 2012     | Moscovo, Rússia         | Duro         | Kateryna Kozlova       | Margarita Gasparyan Anna Arina Marenko    | 6–3, 6–7(7–9), [6–10] |
| Campeãs      | 6.     | 14 de março de 2012     | Moscovo, Rússia         | Terra Batida | Kateryna Kozlova       | Darya Lebesheva Julia Valetova            | 6–1, 6–3              |
| Campeãs      | 7.     | 21 de maio 2012         | Astana, Cazquistão      | Duro         | Kateryna Kozlova       | Diana Isaeva Ksenia Kirillova             | 6–2, 6–0              |
| Campeãs      | 8.     | 4 de junho 2012         | Karshi, Uzbequistão     | Duro         | Kateryna Kozlova       | Veronika Kapshay Teodora Mirčić           | 7–5, 6–3              |
| Vice-campeãs | 7.     | 11 de junho de 2012     | Bukhara, Uzbequistão    | Duro         | Kateryna Kozlova       | Lyudmyla Kichenok Nadiia Kichenok         | 5–7, 5–7              |
| Vice-campeãs | 8.     | 25 de junho de 2012     | Roma, Itália            | Terra Batida | Julia Cohen            | Marie-Ève Pelletier Laura Thorpe          | 0–6, 6–3, [8–10]      |
| Vice-campeãs | 9.     | 16 de julho 2012        | Donetsk, Ucrânia        | Duro         | Kateryna Kozlova       | Lyudmyla Kichenok Nadiia Kichenok         | 2–6, 5–7              |
| Campeãs      | 9.     | 13 de agosoto de 2012   | Kazan, Rússia           | Terra Batida | Kateryna Kozlova       | Lyudmyla Kichenok Nadiia Kichenok         | 6–4, 6–7(6–8), [10–4] |
| Campeãs      | 10.    | 17 de setembro de 2012  | Shymkent, Cazaquistão   | Duro         | Kateryna Kozlova       | Nigina Abduraimova Ksenia Palkina         | 6–2, 6–4              |
| Vice-campeãs | 10.    | 15 de abril de 2013     | Namangan, Uzbequistão   | Duro         | Ksenia Palkina         | Albina Khabibulina Anastasiya Vasylyeva   | 3–6, 3–6              |
| Campeãs      | 11.    | 26 de agosto de 2013    | Kazan, Rússia           | Terra Batida | Kateryna Kozlova       | Başak Eraydın Veronika Kapshay            | 6–4, 6–1              |
| Campeãs      | 12.    | 16 setembro de 2013     | Batumi, Geórgia         | Terra Batida | Kateryna Kozlova       | Christina Shakovets Alona Fomina          | 6–0, 6–4              |
| Campeãs      | 13.    | 25 de janeiro de 2014   | Sharm el-Sheikh, Egito  | Duro         | Veronika Kapshay       | Melis Sezer İpek Soylu                    | 3–6, 6–4, [10–5]      |
| Campeãs      | 14.    | 2 de fevereiro de 2014  | Sharm el-Sheikh, Egito  | Duro         | Veronika Kapshay       | Polina Leykina Despina Papamichail        | 7–6(7–5), 6–2         |
| Campeãs      | 15.    | 22 de fevereiro de 2014 | Moscovo, Rússia         | Duro         | Kateryna Kozlova       | Veronika Kudermetova Sviatlana Pirazhenka | 7–6(8–6), 6–4         |
| Vice-campeãs | 11.    | 1 de setembro de 2014   | Moscovo, Rússia         | Terra Batida | Yuliya Kalabina        | Anna Danilina Xenia Knoll                 | 1–6, 6–4, [6–10]      |
| Vice-campeãs | 12.    | 15 de novembro de 2014  | Sharm el-Sheikh, Egito  | Duro         | Polina Monova          | Marie Benoît Demi Schuurs                 | 4–6, 5–7              |
| Campeãs      | 16.    | 10 de abril de 2015     | Qarshi, Uzbequistão     | Duro         | Polina Monova          | Kamila Kerimbayeva Ksenia Lykina          | 6–1, 6–3              |
| Vice-campeãs | 13.    | 26 de abril de 2015     | Istambul, Turquia       | Duro         | Polina Monova          | Lyudmyla Kichenok Nadiia Kichenok         | 4–6, 3–6              |
| Campeãs      | 17.    | 8 de junho de 2015      | Minsk, Bielorrússia     | Terra Batida | Polina Monova          | Olga Ianchuk Daria Kasatkina              | 4–6, 6–0, [12–10]     |
| Campeãs      | 18.    | 19 de junho de 2015     | Minsk, Bielorrússia     | Terra Batida | Irina Khromacheva      | Pemra Özgen Anastasiya Vasylyeva          | 6–3, 6–0              |
| Campeãs      | 19.    | 12 de dezembro de 2015  | Cairo, Egito            | Terra Batida | Dalila Jakupović       | Martina Caregaro Réka-Luca Jani           | w/o                   |
| Campeãs      | 20.    | 25 de dezembro de 2015  | Pune, Índia             | Duro         | Anastasiya Vasylyeva   | Hsu Chieh-yu Prarthana Thombare           | 4–6, 6–2, [12–10]     |
| Vice-campeãs | 14.    | 16 de abril de 2016     | Istambul, Turquia       | Duro         | Lidziya Marozava       | Nigina Abduraimova Barbora Štefková       | 4–6, 6–1, [6–10]      |
| Campeãs      | 21.    | 26 de agosto de 2016    | Kharkiv, Ucrânia        | Terra Batida | Anastasiya Komardina   | Başak Eraydın Ilona Kremen                | 6–1, 6–3              |
| Campeãs      | 22.    | 2 de setembro de 2016   | Almati, Cazaquistão     | Terra Batida | Anastasiya Komardina   | Polina Monova Valeria Savinykh            | 7–5, 6–4              |
| Campeãs      | 23.    | 16 de setembro de 2016  | Bucha, Ucrânia          | Terra Batida | Anastasiya Komardina   | Mihaela Buzărnescu Alexandra Perper       | 6–3, 6–1              |
| Campeãs      | 24.    | 11 de abril de 2017     | Antália, Turquia        | Terra Batida | Başak Eraydın          | Karin Kennel Nastja Kolar                 | 7–6(8–6), 6–2         |
| Campeãs      | 25.    | 23 de junho de 2017     | Ystad, Suécia           | Terra Batida | Renata Zarazúa         | Quirine Lemoine Eva Wacanno               | 6–3, 3–6, [10–5]      |
| Campeãs      | 26.    | 14 de julho de 2017     | Moscovo, Rússia         | Terra Batida | Akgul Amanmuradova     | Ilona Kremen Irina Shymanovich            | 6–4, 6–2              |
| Campeãs      | 27.    | 21 de julho de 2017     | Bursa, Turquia          | Terra Batida | Anastasiya Vasylyeva   | Dea Herdželaš Aleksandra Pospelova        | 6–3, 5–7, [10–1]      |
| Campeãs      | 28.    | 19 de agosto de 2017    | Leipzig, Alemanha       | Terra Batida | Lidziya Marozava       | Tereza Mrdeža Ankita Raina                | 6–2, 6–1              |
| Campeãs      | 29.    | 31 de março de 2018     | Pula, Itália            | Terra Batida | Valeriya Solovyeva     | Anastasia Grymalska Anastasia Zarycká     | 6–3, 3–6, [10–5]      |